# Лут
Лу́т (араб. لوط‎) — исламский пророк, отождествляется с библейским Лотом. Упоминается в Коране 27 раз. Жил в один период времени с пророком Ибрахимом (Авраамом). Лут доводился племянником (сыном брата) Ибрахиму и даже сопровождал его на одном из этапов длительного путешествия.

## История Лута
Лут вместе с Ибрахимом уехал из страны царя Нимрода (Ур Халдейский в Месопотамии). После того как они приехали в Левант (Шам), Лут был послан Аллахом в качестве пророка к садумитам (г. Садум (Садом)), которые вели распутный образ жизни, занимались гомосексуализмом (ливата). Лут вёл проповеди, пытался отвратить этот народ от грехов, воспитать в них веру в Единого Бога. Большинство садумитов, в том числе и жена самого Лута, отказались слушать пророка. Луту и тем немногим уверовавшим они угрожали изгнать из своего города. Даже угрозы пророка Лута о мучительном наказании от Господа не подействовали на них.
Для наказания садумитов Аллах послал своих ангелов в человеческом облике. Вначале ангелы пришли к пророку Ибрахиму и обрадовали его вестью о рождении Исхака. После этого ангелы отправились в Садум и остановились в доме Лута. Жители города, узнав о прибытии гостей, окружили дом Лута и потребовали от него выдать их им на потеху. Для того чтобы защитить их, Лут вышел к этим людям и предложил им взять его дочерей, но садумиты отказались от них, настаивая на выдаче именно гостей. Ибн Касир сообщает, что под «дочерями» в этом аяте имеются в виду «женщины среди них, так Ведь статус пророка среди народа подобен статусу отца». Тогда ангелы сказали: «О Лут! Мы — посланцы Господа твоего, а они не смогут навредить тебе. Покинь [эти места] среди ночи вместе со всем семейством, и пусть никто из вас не оглядывается, кроме твоей жены. Воистину, её поразит то, что поразит остальных людей. Срок же, определённый им, [наступит] утром. А ведь утро так близко!». Находящийся среди гостей ангел Джибриль повелел Пророку открыть дверь и впустить этих людей в дом. Как только садумиты вошли, ангелы ослепили их.
Этой же ночью Лут, вместе с небольшой группой уверовавших, выехал из города. После отъезда Аллах полностью уничтожил город вместе с населением. На месте Садума образовалось огромное озеро, которое называется озером Лута или Мёртвым морем. Согласно преданиям, пророк Лут в течение одного года жил у пророка Ибрахима, после чего уехал в район Мекки (Хиджаз) и умер там в возрасте восьмидесяти лет. На Западном берегу реки Иордан, в городе Бани-Наим, недалеко от Хеврона, находится гробница Лота.